# أنتال غبوريفي
أنتال غبوريفي (بالمجرية: Gáborfi Antal)‏ (مواليد 1904) هو سبّاح مجري، مثّل بلاده في الألعاب الأولمبية الصيفية 1928.

## روابط خارجية
أنتال غبوريفي على موقع أوليمبيديا (الإنجليزية)
- أنتال غبوريفي على موقع اللجنة الأولمبية المجرية (الهنغارية)